# Henry Norris (Kammerherr)
Henry Norris (auch Norreys, Norres; * um 1490; † 17. Mai 1536 in London) war ein englischer Höfling und Kammerherr des Königs Heinrich VIII. Zunächst ein enger Vertrauter des Königs und Befürworter der Königin Anne Boleyn, fiel Henry Norris schließlich der gleichen Intrige zum Opfer wie die Königin, ihr Bruder George Boleyn, seine Kameraden Francis Weston und William Brereton sowie der Hofmusiker Mark Smeaton. Er wurde wegen angeblichen Ehebruchs mit der Königin des Hochverrats angeklagt und mit den anderen Männern hingerichtet.

## Leben

### Kindheit und Familie
Er entstammte der Gentry von Berkshire. Er war vermutlich der zweite Sohn von Richard Norris und dessen namentlich nicht bekannter Ehefrau. In älterer Literatur wurden auch Richards älterer Bruder Sir Edward Norreys und dessen Gattin Frideswide Lovel als seine Eltern angegeben. Seine Großeltern väterlicherseits waren Sir William Norris († 1506), Gutsherr von Yattendon Castle, und dessen erste Ehefrau Jane, eine Tochter des John de Vere, 12. Earl of Oxford. In Norris’ Familie war es Tradition, dem Monarchen zu dienen. Sein Urgroßvater John Norris hatte die königliche Garderobe verwaltet, und Sir William Norris hatte das Amt eines zeremoniellen Leibwächters am Hof Eduards IV. inne. Unter Heinrich VII. erhielt Sir William diesen Posten erneut und war bis zu seinem Tod Lieutenant von Windsor Castle. Henry Norris’ Eintritt in den königlichen Dienst war somit nur eine Frage der Zeit. Auch sein Cousin John diente im Haushalt der Könige Heinrich VIII. und Eduard VI.

### Aufstieg bei Hofe

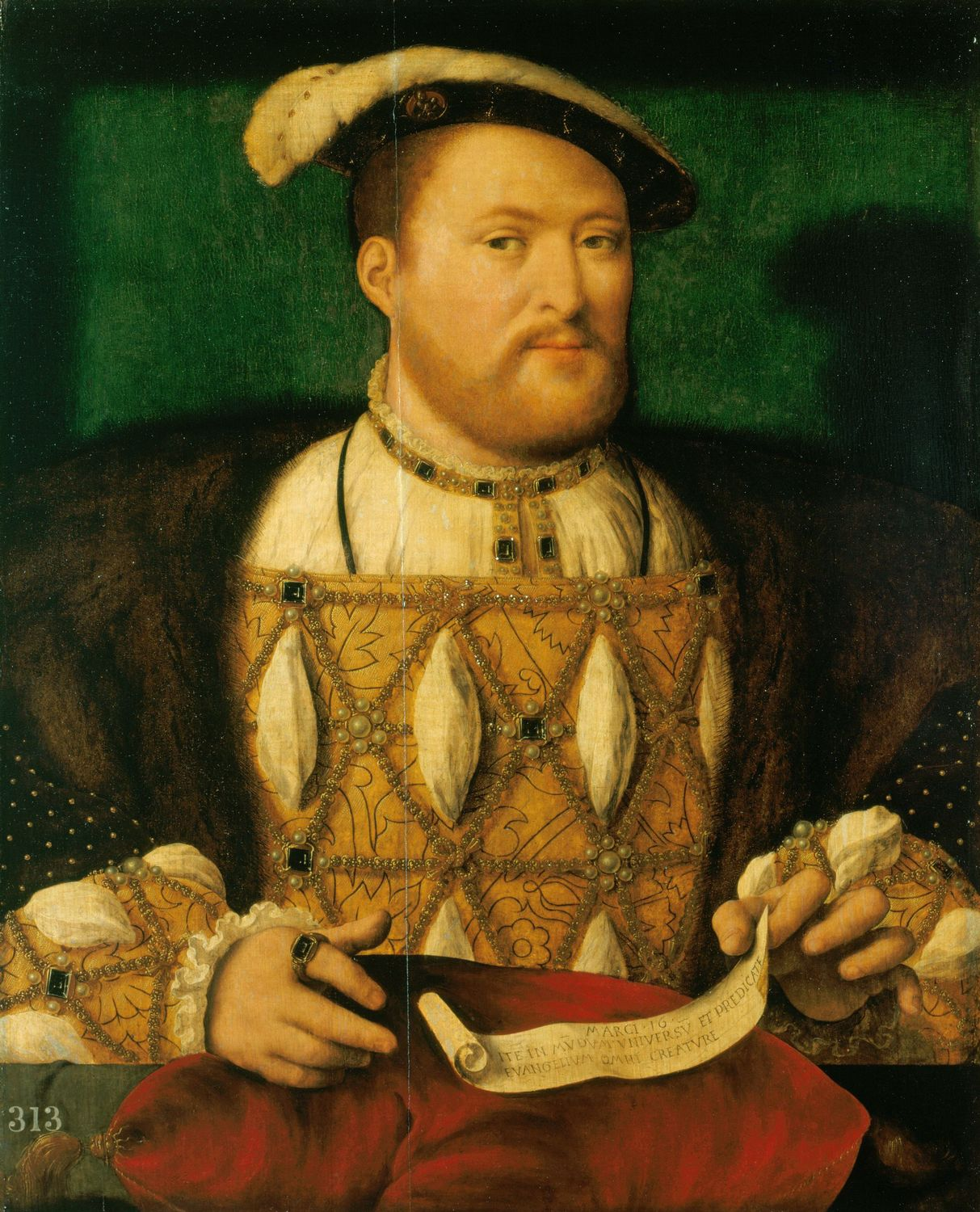
König Heinrich VIII., Henry Norris’ Freund und Gönner

Im Dezember 1516 wurde Norris als Gentleman der Privy Chamber aufgelistet. Das gleiche Amt versahen zu diesem Zeitpunkt auch Francis Bryan, Edward Neville und Nicholas Carew, enge Freunde des Königs. Am 17. Februar 1518 erhielt Henry das Amt Weigher of the Common Beam in Southampton. Anlässlich der Verlobung der Prinzessin Maria mit François, dem Dauphin von Frankreich, fand ein spektakulärer Empfang der französischen Gesandten im Haus des Kardinals und Lordkanzlers Thomas Wolsey statt, in dessen Verlauf Henry Norris zusammen mit dem König, Charles Brandon und neun weiteren Edelmännern an einer Maskerade teilnahm. Unter den Tänzerinnen befanden sich neben Heinrichs jüngerer Schwester Mary Tudor auch Bessie Blount, die zukünftige Mutter des königlichen Bastards Henry Fitzroy, Francis Bryans Schwester Elizabeth und Henry Norris’ zukünftige Ehefrau Mary Fiennes. Neben tänzerischen Veranstaltungen nahm Henry Norris auch am Tjost teil, mitunter als Gegner des Königs.
Im Januar 1526 sicherte sich Henry Norris den bedeutenden Posten des Groom of the Stool, den zuvor Sir William Compton innegehabt hatte. Auch wurden ihm Comptons vorherige Räumlichkeiten übertragen. Damit wurde Norris nicht nur Oberhaupt der Kammerdiener, sondern auch der engste Vertraute des Königs. Zu seinen Aufgaben gehörte es, Tücher für den König bereitzuhalten, wenn dieser sich auf dem Toilettenstuhl erleichterte. Eine derart intime Aufgabe wurde lediglich Personen übertragen, denen der König vollkommen vertraute. Es ist nicht bekannt, ob sein Vorgänger Compton das Amt freiwillig oder aufgrund von Spannungen zwischen ihm und Kardinal Wolsey abgab. Auf jeden Fall wurde über Norris 1528 gesagt, der König sei ihm „sehr wohlgesinnt“, und nach William Comptons Tod wurden Norris einige seiner Ämter und Besitztümer überschrieben.
Norris machte sich rasch einen Namen als freundlicher Vermittler zwischen Bittstellern und dem König. Als 1529 der Stern von Kardinal Wolsey bereits im Sinken begriffen war, wurde in Grafton ein Treffen zwischen ihm, Lorenzo Campeggi und dem König anberaumt. Allerdings wurde lediglich für Campeggi eine Unterkunft in Grafton organisiert, eine Demütigung sondersgleichen für Wolsey. In dieser Situation bot Henry Norris dem Kardinal seine eigenen Gemächer an, sodass er sich wenigstens umziehen konnte. Manche Historiker glauben, dass diese Geste eher auf den König zurückzuführen war als auf Norris, denn im Dezember 1528 schrieb John Cooke an Wolsey, dass „Master Norris, ein gewisser Wellis und andere alles Erdenkliche tun, um mich zu diskreditieren. Glaubt ihre unwahren Vermutungen nicht.“ Er fügt hinzu, dass Norris nach einem Treffen mit Wolsey sagte, er würde selbst für ein Amt über zwei Pence pro Tag nicht vor ihm knien.

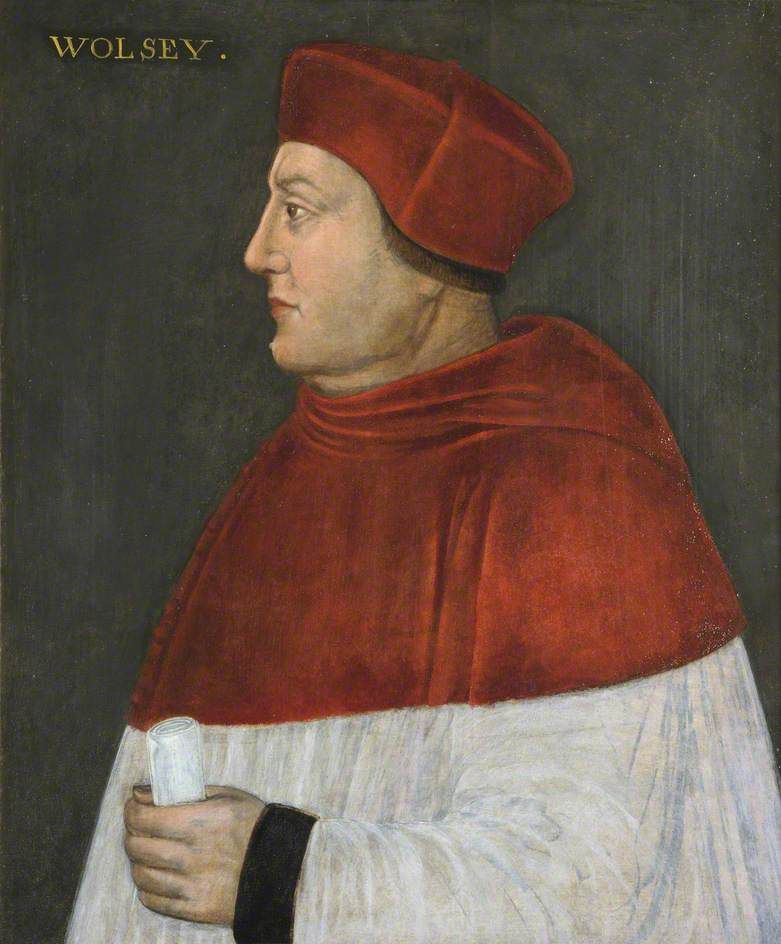
Thomas Wolsey

Dennoch überbrachte Henry Norris dem unglücklichen Kardinal einen Ring des Königs mit der Botschaft:

„Der König befiehlt Euch guten Mutes zu sein, denn er behandelte Euch unfreundlich. Er tat es nur, um denen Genugtuung zu geben, von denen er weiß, dass sie nicht Eure Freunde sind, und das war der einzige Grund.“

Angesichts dieser Worte fiel Wolsey vor Norris auf die Knie und umarmte ihn vor Erleichterung. Da er dem König kein gleichwertiges Geschenk anbieten konnte, überreichte er Norris als Geschenk für den König stattdessen seinen persönlichen Hofnarren. Thomas Wolsey versuchte sich Norris’ Wohlwollen zu sichern, indem er ihm großzügige Gehaltserhöhungen zukommen ließ. Auch schärfte er Thomas Cromwell ein, sich stets an Norris zu wenden, wenn es um Informationen ging, da ihm dieser als Vertrauter des Königs den einen oder anderen Rat geben könnte. Dennoch ließ sich der Fall des Kardinals nicht mehr abwenden, und am 25. Oktober 1529 war Henry Norris Zeuge, wie das Staatssiegel, das Wolsey abgenommen worden war, an dessen Nachfolger Thomas Morus gesandt wurde.
Als Vertrauter des Königs erhielt Henry Norris bisweilen auch ungewöhnliche Aufgaben. Eine davon war die Betreuung eines Pfaus und eines Pelikans, die Heinrich aus der Neuen Welt als Geschenke erhalten hatte. Im Jahr 1534 beklagte sich Anne Boleyn heftig über die Vögel in den königlichen Gärten, da sie „morgens nicht ruhen konnte aufgrund des Lärms“. Die Königin war zu diesem Zeitpunkt schwanger, und Heinrich bemühte sich nach Kräften, ihr mehr Ruhe zu verschaffen. Also vertraute der König die Vögel seinem Freund Norris an, der nun wohl oder übel Vogelkäfige in seinem Haus in Greenwich anbringen und sich selbst mit dem Lärm der gefiederten Bewohner arrangieren musste.

### Henry Norris und Anne Boleyn
Wie sein Vorgänger William Compton wurde auch Henry Norris von verschiedenen Lagern bei Hofe umworben, da er aufgrund seiner Nähe zum König großen Einfluss auf dessen Entscheidungen hatte. Er gab Bittstellern Hinweise und Ratschläge, wo sie sich am besten positionieren sollten, wenn sie den König auf dem Weg zur Messe ansprechen wollten. Auch setzte er sich für sie mitunter selbst beim König ein. Für solche Gefallen nahm er gern Geschenke entgegen, wie zum Beispiel ein Pferd von Lord Lisle. Wie bedeutend er in dieser Funktion war, beweisen zwei Briefe von John Hussey an Lord und Lady Lisle. In ihnen schreibt Hussey, dass aufgrund durch Norris’ Krankheit eine Entscheidung verzögert worden war, die ansonsten längst im Sinne der Lisles gefällt worden wäre.

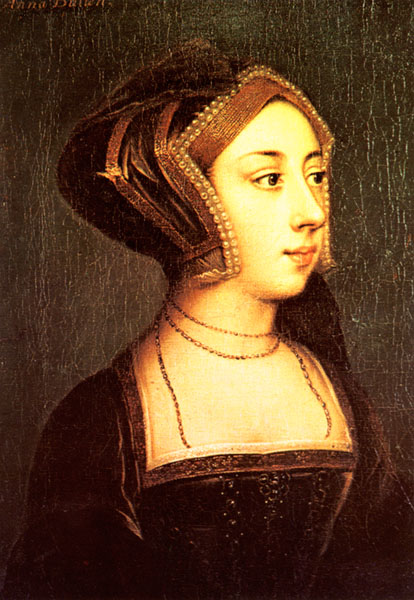
Anne Boleyn, Henry Norris’ Freundin und spätere Mitangeklagte

Henry gehörte bald zu den offiziellen Befürwortern und Freunden Anne Boleyns. In einer Quelle wird er als ihr „naher Verwandter und Verehrer“ bezeichnet, wobei die Art der Verwandtschaft nicht näher erläutert wird. In jedem Fall war er als Einziger anwesend, als Heinrich und Anne Boleyn den beschlagnahmten Palace of Whitehall zum ersten Mal in Augenschein nahmen, und begleitete die beiden auch auf ihrer Reise nach Calais im Jahr 1532. Sehr wahrscheinlich war er auch einer der wenigen Zeugen, als Anne und Heinrich im Januar 1533 heimlich noch vor Sonnenaufgang heirateten. Wie Anne war auch Norris an der Reformation interessiert und ließ seinen Sohn Henry von dem geflohenen Evangelisten Nicholas Bourbon unterrichten, bei dem auch Anne Boleyn ihr Mündel Henry Carey unterbrachte, den Sohn ihrer Schwester Mary Boleyn.
Henry Norris’ Freundschaft mit der Königin sorgte dafür, dass er sich öfter in ihren Gemächern aufhielt. Um ungefähr 1530 war seine Frau Mary gestorben, und er umwarb nun Anne Boleyns Cousine Margaret Shelton. Allerdings flirtete auch sein Kamerad Francis Weston mit Margaret, da Norris’ Aufmerksamkeiten ihr gegenüber nachzulassen schienen. Nach einer Unterredung mit Weston wurde Anne misstrauisch, was Norris’ Motive betraf, und stellte ihn schließlich kurz vor dem 30. April 1536 zur Rede. Dabei wurde Anne so wütend, dass sie Norris vor Zeugen eine Szene machte. Sie beschuldigte ihn, nur mit ihrer Cousine zu spielen, da er in Wirklichkeit an ihr, der Königin selbst, interessiert sei, und schrie ihn an: „Ihr begehrt die Schuhe eines toten Mannes, denn wenn dem König irgendetwas zustieße, würdet Ihr versuchen mich zu haben.“ Erschrocken von diesem heftigen Vorwurf entgegnete Norris, dass er sich, sollte er solche Gedanken hegen, „eher den Kopf abschlagen lassen würde“. Anne antwortete ihm noch immer wütend, dass sie ihn vernichten könne, wenn sie es wollte.
An und für sich mochte diese Episode lediglich ein kleiner Zwischenfall sein. In der Welt der höfischen Etikette stellte sie allerdings einen beispiellosen Skandal dar. Zum einen war es die Konvention in der höfischen Liebe, dass der Mann der verehrten Dame seine Dienste anbot, nicht dass die Frau sich ihm auf diese Weise aufdrängte. Zum anderen wurde es von einer Königin erwartet, dass sie Komplimente und Dienste ihrer Verehrer zwar annahm, sie aber nicht auf die Ebene der Begierde herunterzog. Genau diese Regeln hatte Anne verletzt und sich damit verwundbar gemacht für die Anschuldigung, an Norris interessiert zu sein. Das Gefährlichste an Annes heftigen Worten war aber die Tatsache, dass es Hochverrat war, den Tod des Königs vorherzusagen oder zu wünschen. Als sie sich wieder beruhigt hatte und begriff, welchen Schaden ihr Ruf durch diesen Streit nehmen konnte, befahl sie Norris, am Sonntagmorgen zu ihrem Almosenier zu gehen und dort freiwillig den Schwur zu leisten, dass die Königin „eine gute Frau“ war. Der Schaden war jedoch bereits angerichtet.

### Sturz und Hinrichtung
Am 1. Mai 1536 schließlich schlugen Anne Boleyns Feinde zu. Während des Turniers wurde Henry Norris vom Platz gerufen, da der König spontan beschlossen hatte, nach Whitehall zu reiten. Zuvor hatte er Norris noch für das Turnier sein eigenes Pferd angeboten und sich ihm gegenüber so freundschaftlich wie immer gezeigt. Doch während des Turniers erreichte den König die Nachricht, dass der Musiker Mark Smeaton den Ehebruch mit Anne Boleyn gestanden hatte, woraufhin er sich fluchtartig entfernte. Der Historiker Eric Ives vertritt die These, dass Smeatons Geständnis Heinrich an den Streit zwischen Norris und Anne Boleyn erinnerte, dem der König nun plötzlich eine neue Bedeutung zumaß.

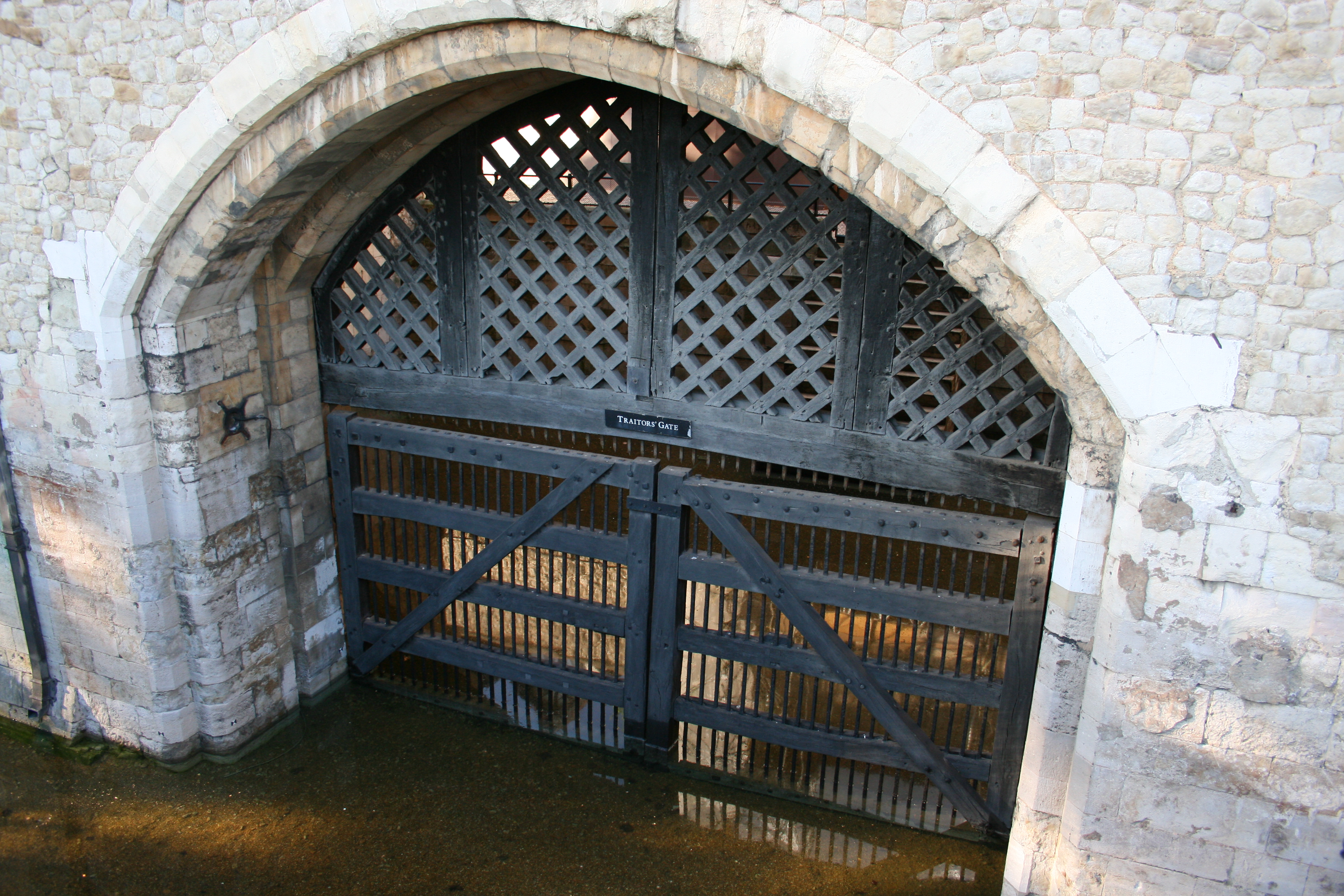
Traitor’s Gate – das Verrätertor – im Tower of London

Auf dem stundenlangen Ritt nach Whitehall Palace nahm Heinrich Norris ins Kreuzverhör und befragte ihn ausführlich zu seiner Beziehung mit der Königin. Wie eng die Beziehung zwischen dem König und seinem obersten Kammerdiener war, zeigte sich darin, dass Heinrich Norris als einzigem Verdächtigen völlige Verzeihung und Begnadigung versprach, wenn er nur den Ehebruch mit Anne Boleyn eingestand. Norris allerdings beteuerte seine Unschuld und weigerte sich ein falsches Geständnis abzulegen. Schließlich ließ Heinrich ihn festnehmen und im Tower of London inhaftieren.
Am 12. Mai 1536 wurde Henry Norris der Prozess gemacht. Mittlerweile waren auch George Boleyn, William Brereton und Francis Weston verhaftet worden, ebenfalls unter Beschuldigung des Ehebruchs mit der Königin. Norris, Brereton, Weston und Smeaton erhielten ein gemeinsames Gerichtsverfahren, in dessen Verlauf alle außer Smeaton ihre Unschuld erklärten. Dennoch wurden sie alle für schuldig befunden und wegen Hochverrats zum Tode verurteilt. Der Streit mit Anne Boleyn, den die Königin in einem Panikanfall noch einmal genaustens erzählt hatte, wurde Norris als die bösartige Absicht ausgelegt, den König ermorden und die Königin selbst heiraten zu wollen. Der kaiserliche Botschafter Eustace Chapuys hörte zudem das Gerücht, dass Henry Norris der wahre Vater von Prinzessin Elisabeth gewesen sei.
Am 16. Mai erhielt Norris im Tower die Nachricht, dass seine Hinrichtung für den nächsten Tag angesetzt war, so wie für die anderen Männer. In den letzten vierundzwanzig Stunden seines Lebens legte er, wie es üblich war, seine letzte Beichte ab und empfing die Sakramente. Nach damaliger Auffassung hatte jeder Mensch als Sünder seinen Tod als Urteil Gottes zu akzeptieren, mochte das Todesurteil nun gesetzlich gerechtfertigt sein oder nicht. Am 17. Mai wurde Henry Norris auf Tower Hill nach George Boleyn als Zweiter hingerichtet. Anders als seine Leidensgefährten sagte er auf dem Schafott nichts. Nach seiner Enthauptung wurde er gemeinsam mit Francis Weston beerdigt.

## Nachruf
Trotz aller Gerüchte, die über ihn in Umlauf waren, war Norris mit hoher Wahrscheinlichkeit unschuldig. Elisabeth I. förderte seinen Sohn und Erben Henry stets, da sein Vater für ihre Mutter gestorben war. Im Gegensatz zu den anderen Angeklagten hätte er durch ein falsches Geständnis gegenüber dem König sein Leben retten können, war jedoch lieber gestorben als Anne zu belasten. Einige Historiker vermuten, dass Norris’ Sturz auf Thomas Cromwell zurückzuführen war. Der Minister hatte sich mit der Königin zerstritten und Norris, einer ihrer engsten Freunde, hatte großen Einfluss auf den König. Da es Hinweise gibt, dass Cromwell Anne Boleyn stürzte, um seinem eigenen Sturz durch sie zuvorzukommen, stellte Henry Norris’ Einfluss möglicherweise eine ernste Gefahr für Cromwell dar.
Kurz nach seinem Tod wurde Henry Norris eine Strophe in Thomas Wyatts Elegie gewidmet, in welcher der Dichter den tragischen Tod von Annes Mitangeklagten betrauert:
| Ah! Norris, Norris, my tears begin to run To think what hap did thee so lead or guide Whereby thou hast both thee and thine undone That is bewailed of court in every side; In places also where thou hast never been Both man and child does piteously thee moan. They say, ‘Alas, thou art far overseen By thine offences to be thus dead and gone’. | Ah! Norris, Norris, meine Tränen beginnen zu fließen Bedenke ich, welcher Stern dich führte oder leitete So dass du dich und die Deinen vernichtet hast Beklagt wird es bei Hofe von allen Seiten; Auch in Orten, wo du niemals warst Beklagen dich Mann und Kind erbärmlich. Sie sagen: „Ach, du wirst zu sehr überschattet Von deinen Vergehen, um tot und fort zu sein.“ |  |

In der zweiten Staffel der Fernsehserie Die Tudors spielte Stephen Hogan in vier Folgen die Rolle des Henry Norris.

## Nachkommen
Die Ehe mit Mary Fiennes brachte drei Kinder hervor:
- Henry Norreys, 1. Baron Norreys (of Rycote), ⚭ Margery Williams
- Mary Norreys, ⚭ (1) Sir George Carew, ⚭ (2) Sir Arthur Champernowne
- Edward Norreys (1524–16. Juli 1529)

Durch die Verurteilung ihres Vaters als Verräter hatten Henry und Mary zunächst einen schweren Stand, da sämtliche Besitztümer eines Verräters von der Krone konfisziert wurden. Obendrein waren sie in einer Zeit, da Sippenhaft völlig normal war, als Kinder eines Verbrechers gesellschaftlich stigmatisiert. Im Jahr 1539 erhielt der junge Henry schließlich wieder Zugriff auf Teile seines Erbes und brachte es unter Königin Elisabeth zum Baron von Rycote.